# Белгин Шукри
Белгин Фикри Шукри е български политик, народен представител от парламентарната група на ДПС в XLI и XLII народно събрание и кмет на община Исперих от 2019 година.

## Биография
Белгин Шукри е роден на 2 ноември 1973 година в град Исперих, България. Висшето си образование завършва в Русенския университет, специалност „Технология и организация на транспорта“.
През есента на 2005 година е избран за общински председател на ДПС в Исперих.

### Парламентарна дейност
- Член на Комисия по транспорт, информационни технологии и съобщения (от 30 юли 2009)